# Христо Стойков (революционер)
Вижте пояснителната страница за други личности с името Христо Стойков.
Христо Стойков, наричан капитан Ристе, е български революционер, битолски войвода на Вътрешната македоно-одринска революционна организация.

## Биография
Христо Стойков е роден през 1866 година в битолското село Жван, тогава в Османската империя. Присъединява се към ВМОРО и става командир на отделение в четата на Йордан Пиперката, а през Илинденско-Преображенското въстание е негов подвойвода. След потушаването на въстанието е войвода в демирхисарско. На 15 юни 1906 година се самоубива в родното си село, обграден от турски аскер.